# Дайдзи
Дайдзи или Тайдзи (яп. 大治 дайдзи, тайдзи) — девиз правления (нэнго) японского императора Сутоку, использовавшийся с 1126 по 1131 год .

## Продолжительность
Начало и конец эры:
- 22-й день 1-й луны 3-го года Тэндзи (по юлианскому календарю — 15 февраля 1126);
- 29-й день 1-й луны 6-го года Дайдзи (по юлианскому календарю — 28 февраля 1131).

## Происхождение
Название нэнго было заимствовано из классического древнекитайского сочинения «Хэ Ту Тин Цзо Фу» (кит. трад. 河圖挺佐輔, пиньинь Hé tú tǐng zuǒ fǔ):「黄帝修徳立義、天下大治」.

## События
- 1127 год (2-й год Дайдзи) — во время церемонии госитинити во дворец проник вор, похитивший одеяния адзяри и буддийскую утварь[6];
- 1128 год (3-я луна 3-го года Дайдзи) — по указу императрицы Тайкэн-мон Ин, супруги императора Тоба и матери Сутоку, началось строительство храма Энсё-дзи (яп. 円勝寺) во исполнение священного обета (с посвящением «Превосходство совершенства»)[7]. Этот храм стал четвёртым построенным во исполнение священного обета; всего было построено шесть таких храмов, известных как Рокусё-дзи (яп. 六勝寺)[8];
- 1128 год (6-я луна 3-го года Дайдзи) — Фудзивара-но Тадамити освобождается от обязанностей регента сэссё и получает титул кампаку[7];
- 24 июля 1129 года (7-й день 7-й луны 4-го года Дайдзи) — дайдзё тэнно Сиракава скончался в возрасте 77 лет[9].

## Сравнительная таблица
Ниже представлена таблица соответствия японского традиционного и европейского летосчисления. В скобках к номеру года японской эры указано название соответствующего года из 60-летнего цикла китайской системы гань-чжи. Японские месяцы традиционно названы лунами.
| 1-й год Дайдзи (Огненная Лошадь)      | 1-я луна        | 2-я луна   | 3-я луна  | 4-я луна* | 5-я луна  | 6-я луна* | 7-я луна*  | 8-я луна               | 9-я луна*   | 10-я луна* | 10-я луна (високосная) | 11-я луна     | 12-я луна*     |
| ------------------------------------- | --------------- | ---------- | --------- | --------- | --------- | --------- | ---------- | ---------------------- | ----------- | ---------- | ---------------------- | ------------- | -------------- |
| Юлианский календарь                   | 25 января 1126  | 24 февраля | 26 марта  | 25 апреля | 24 мая    | 23 июня   | 22 июля    | 20 августа             | 19 сентября | 18 октября | 16 ноября              | 16 декабря    | 15 января 1127 |
| 2-й год Дайдзи (Огненная Коза)        | 1-я луна        | 2-я луна   | 3-я луна* | 4-я луна  | 5-я луна* | 6-я луна  | 7-я луна*  | 8-я луна               | 9-я луна*   | 10-я луна  | 11-я луна*             | 12-я луна     |                |
| Юлианский календарь                   | 13 февраля 1127 | 15 марта   | 14 апреля | 13 мая    | 12 июня   | 11 июля   | 10 августа | 8 сентября             | 8 октября   | 6 ноября   | 6 декабря              | 4 января 1128 |                |
| 3-й год Дайдзи (Земляная Обезьяна)    | 1-я луна*       | 2-я луна   | 3-я луна* | 4-я луна  | 5-я луна  | 6-я луна* | 7-я луна   | 8-я луна*              | 9-я луна    | 10-я луна* | 11-я луна              | 12-я луна*    |                |
| Юлианский календарь                   | 3 февраля 1128  | 3 марта    | 2 апреля  | 1 мая     | 31 мая    | 30 июня   | 29 июля    | 28 августа             | 26 сентября | 26 октября | 24 ноября              | 24 декабря    |                |
| 4-й год Дайдзи (Земляной Петух)       | 1-я луна        | 2-я луна*  | 3-я луна  | 4-я луна* | 5-я луна  | 6-я луна* | 7-я луна   | 7-я луна* (високосная) | 8-я луна    | 9-я луна   | 10-я луна*             | 11-я луна     | 12-я луна*     |
| Юлианский календарь                   | 22 января 1129  | 21 февраля | 22 марта  | 21 апреля | 20 мая    | 19 июня   | 18 июля    | 17 августа             | 15 сентября | 15 октября | 14 ноября              | 13 декабря    | 12 января 1130 |
| 5-й год Дайдзи (Металлическая Собака) | 1-я луна        | 2-я луна*  | 3-я луна* | 4-я луна  | 5-я луна* | 6-я луна  | 7-я луна   | 8-я луна*              | 9-я луна    | 10-я луна  | 11-я луна*             | 12-я луна     |                |
| Юлианский календарь                   | 10 февраля 1130 | 12 марта   | 10 апреля | 9 мая     | 8 июня    | 7 июля    | 6 августа  | 5 сентября             | 4 октября   | 3 ноября   | 3 декабря              | 1 января 1131 |                |
| 6-й год Дайдзи (Металлическая Свинья) | 1-я луна*       | 2-я луна   | 3-я луна* | 4-я луна* | 5-я луна  | 6-я луна* | 7-я луна   | 8-я луна*              | 9-я луна    | 10-я луна  | 11-я луна              | 12-я луна*    |                |
| Юлианский календарь                   | 31 января 1131  | 1 марта    | 31 марта  | 29 апреля | 28 мая    | 27 июня   | 26 июля    | 25 августа             | 23 сентября | 23 октября | 22 ноября              | 22 декабря    |                |

* звёздочкой отмечены короткие месяцы (луны) продолжительностью 29 дней. Остальные месяцы длятся 30 дней.